# Bahattin Gemici
Bahattin Gemici (* 1954 in Ankara) ist ein in Deutschland lebender Lehrer und Schriftsteller türkischer Herkunft.
Gemici kam 1976 nach Deutschland. Er arbeitete als Lehrer in Herten. Sein schriftstellerisches Werk umfasst Gedichte, Kurzgeschichten und Märchen. Gemici schreibt in türkischer Sprache. Zwei Gedichtbände sind auch in deutscher Übersetzung erschienen. Gedichte des Autors wurden in der WDR-Hörfunk-Reihe „Lyrik in NRW“ gesendet, Kurzgeschichten in „Mitmenschen“. Auch hat er zahlreiche Beiträge in Anthologien (deutsch & türkisch) und türkischsprachigen Schulbüchern veröffentlicht.
Gemici ist Mitglied des deutschen Schriftstellerverbandes und Träger einiger literarischer Auszeichnungen.

## Werke (deutsch)
- Schweigend… aufschreiend. 1993, ISBN 3-925206-77-9.
- Esinti. Gedichte. Exil Verlag, 1996, ISBN 3-938836-05-9.
- Un-heimisch fremd. Exil Verlag, 2005, ISBN 3-938836-01-6.
- Sing’ weiter dein Lied. Exil Verlag, 2006, ISBN 3-938836-03-2.
- Şimdi vaktidir..., Exil Verlag, 2006, ISBN 3-938836-00-8.
- Almanya Öyküleri. Exil Verlag, 2006, ISBN 3-938836-02-4.
- Önce Eğitim, Kurgu Kültür Merkezi, Ankara 2013, ISBN 978-605-5295-90-5.
- Gözden Irak. Kurgu Kultur Merkezi, Ankara 2013, ISBN 978-605-5295-88-2.
- Der unbekannte Nachbar. Exil Verlag, 2016, ISBN 978-3-938836-06-4.
- Stefans Zuckerfest und Alis Weihnachten. Exil Verlag, 2017, ISBN 978-3-938836-07-1.
- İki Ülke Arasında. Öğretmen Dünyası, Ankara, 2018, ISBN 978-605-82080-9-4.
- Çağla Tadında. Öğretmen Dünyası, 2019, Ankara, ISBN 978-605-81118-5-1.
- Als meine Katze Minnosch einen Vogel fraß. DeBehr, 2020, ISBN 978-3-95753-776-8.
- Hasanoğlan Destanı. Ürün Yayınları, Ankara, 2023, ISBN 978-625-7534-72-7.
- Bana Seni Gerek Seni-Yunus Emre Destanı. Ürün Yayınları, Ankara 2023, ISBN 978-625-7534-71-0.
- Ich hab' zwei  Heimatländer - İki Yurdum Var Benim. Ürün Yayınları, Ankara 2023, ISBN 978-625-7534-74-1.
- Wir wollen eine Katze - Biz Kedi İstiyoruz. Ürün Yayınları, Ankara 2023, ISBN 978-625-7534-73-4.
- Sevdalı Kanatlar. Ürün Yayınları, Ankara 2024, ISBN 978-625-6564-13-8.
- Hasanoğlan Ateşi. Ürün Yayınları, Ankara 2024: ISBN 978-625-6564-27-5.
- Keloğlan'ın Fendi Padişahı Yendi. Ürün Yayınları, Ankara 2024, ISBN 978-625-6564-42-8.
- Mein Geld ist weg! Wer hat's genommen? - Param Kayboldu Kim Aldı? Ankara 2024, ISBN 978-625-6564-41-1.

## Preise und Auszeichnungen
- 1984: Georg-Tappert-Preis der GEW
- 1986: Auszeichnung der Stadt Herten
- 1989 / 1992 Arbeitsstipendien des Kultusministeriums NRW
- 1996 1. Lyrikpreis in türk. Sprache bei der VHS Köln
- 2003: Preis des türkischen Fernsehens TRT-INT
- 2006: Kurzgeschichtenpreis des türk. Rundfunks-Türkiye'nin Sesi Radyosu
- 2020: Güncel Sanat Dergisi Öykü Ödülü
- 2022: Avrupa -Türk Basın Yayın Gazeteciler Birliği  "Eğitime Katkı Ödülü"